# Zelotes perditus
Zelotes perditus är en spindelart som beskrevs av Chamberlin 1922. Zelotes perditus ingår i släktet Zelotes och familjen plattbuksspindlar. Inga underarter finns listade i Catalogue of Life.